# Црква Светог Арханђела Михаила у Тубравићу
Црква Светог Арханђела Михаила у Тубравићу, позната и као Ваљевска Грачаница је настала, по процени, половином 15. века и припадала је епархији Ваљевској. Након измештања и зидања нове цркве, стара зграда цркве је потопљена 2016. године формирањем језера Ровни у оквиру припреме за брану „Стубо-Ровни“. Нова зграда цркве је отворена 2017.

## Историја
Као манастир, Грачаница се помиње у турским пописима из 1560. године, али поједини гробови и делови конака у непосредној близини сведоче да црква потиче из 15. века. Године 1560. у манастиру су два калуђера. Следећи помен је из 1572. године. Више података се налази у турском попису из времена владавине турског султана Мурата III око 1580. године.
Први писани податак о грачаничкој цркви оставио је Јоаким Вујић 1826. год. сведочећи да се у Грачаници од 1818. године: "находи једна нова церква. Основатељи ове церкве јесу г. Вукосав Веселинович и Милосав Томич, који су сопственим њиовим иждивенијем ову церкву созидали, храм је церкве свјати Михаел Архангел". Вујић даље каже да је храм комплетно опремљен, али још нема свештеника који ће да га опслужује.

## Изглед цркве
У олтарском делу цркве сачувани су трагови старијег живописа у два слоја, што показује да је црква подигнута делом на темељима старије средњевековне грађевине.
Архитектура цркве је необична. То је у основи подужа триконхална грађевина величине 18 х 6,5 m, са јако издуженом и дубоком полукружном апсидом. Друга два крака тролиста, северна и јужна певница једва да су наглашени благим луком. Конхе певница завршавају се неједнако изведеним пиластрима који држе куполу на коцкастом постољу, које се луцима прихвата за пиластре конхи. Слично решење, са пиластрима који као да су усађени у конху налазимо и у храму св. Илије у селу Ба код Љига цркви моравског стила која је настала вероватно у првој половини 15. века. На западној страни црква је полигонална (седмострана), па на тај начин њена основа неодољиво подсећа на цркве брвнаре које су апсидалне и са западне и са источне стране. Овај необични архитектонски детаљ вероватно је начињен у време обнове коју помиње Јоаким Вујић. У том делу изграђена је и дрвена галерија до које се долази степеништем из унутрашњости храма. Свод цркве је полуобличаст и урађен вероватно од сиге. У комбинацији сиге и опеке изведено је веома декоративно кубе, које је невешто ослоњено на зидове, тако да је његово оптерећење изазвало напрслине на северном и јужном зиду. Црква је покривена црепом, а калота кубета лимом.
Зидови грађевине су неједнаке дебљине и крећу се око једног метра. Темељи су укопани доста дубоко од 1,2 до 1,4 метра. Зидови и темељи рађени су ломљеним каменом и омалтерисани дебелим слојем малтера. Под је од бетона који вероватно покрива првобитни камени. Храм има двоја уска врата на северном и јужном зиду. Унутрашњост цркве обасјава шкрта светлост која продире кроз четири прозора типа "пушкарница" која је појачана са шест лучних прозора на кубету храма. Из времена обнове храма потиче и иконостас очуван до наших дана који је 1955. год. замењен новим који је сликао Иван Мељников живописац из Битоља. Поред цркве постоји гробље са занимљивим надгробним споменицима у којима су нађени вредни археолошки налази који доказују да је ово гробље било активно од почетка 15. до средине 19. века.
На цркви се налази звоно из 1860. године.
Пројектом изградње бране "Стубо-Ровни" црква је угрожена, предложено је измештање и конзервација. Пуњење бране је почело 1. септембра 2015, двадесет пет година након почетка пројекта.

## Потапање цркве
Почетком марта 2016. године, услед пуњења акумулације Ровни и великих падавина ниво воде је достигао манастир, упркос апелима да се акумулација не пуни до пројектованог врха, како би се спасла црква. Приликом изградње акумулације Ровни пре 25 година договорен је споразум са црквом о измештању ваљевске Грачанице. У међувремену, измештање Грачанице није било могуће због материјала од којег је сазидана, па је 2003. године владика шабачко-ваљевски Лаврентије дао сагласност за потапање цркве и размену непокретности, изградњом нове цркве изнад акумулације. Претходно су из цркве изнете све реликвије, иконостас са свим иконама као и вредно звоно из 1860. године. Верници су у цркву донели копије икона, које су у цркви остале током потапања.
Рашчињени монах Антоније из Црне реке је покренуо протесте против потапања манастира, иако је још 2010. године искључен из црквене заједнице, а 2012. је служио и затворску казну због физичког напада на полицију.